# Kevin Visser
Kevin Visser (Delft, 19 juli 1988) is een Nederlands voetballer die als middenvelder speelt.
Visser speelde in de jeugd van RKC Waalwijk en ADO Den Haag. Daarvoor speelde hij bij Delfia, Vitesse Delft, DHC en TONEGIDO. Visser debuteerde op 15 augustus 2010 in het betaald voetbal toen hij het met ADO Den haag opnam tegen Roda JC. Hij maakte zijn eerste doelpunt in een wedstrijd tegen De Graafschap. Visser kwam er toen in als invaller. Aan het eind van het seizoen 19/20 liep Visser een zware blessure op. Hierdoor miste hij de hele 20/21 campagne. In 2022 sloot hij zijn profloopbaan af bij FC Volendam, waarna hij voor Tweededivisionist AFC ging spelen. 

## Clubcarriere

### ADO Den Haag
Als jeugdspeler speelde Visser voor Vitesse Delft, Delfia, DHC, TONEGIDO, RKC Waalwijk en ADO Den Haag. Visser maakte zijn debuut in het betaalde voetbal op 15 augustus 2010 in een wedstrijd van ADO Den Haag tegen Roda JC. Hij scoorde zijn eerste doelpunt in een wedstrijd tegen De Graafschap in september 2010 nadat hij als invaller binnen de lijnen was gekomen.

### Helmond Sport
Op 21 mei 2013 tekende Visser een driejarig contract bij Eerstedivisie-club Helmond Sport. Bij zijn ondertekening gaf hij aan dat hij had gekozen voor een overstap naar een club uit de Eerste divisie om zich als speler te ontwikkelen. Hij debuteerde op 2 augustus in een 2-2 uitwedstrijd tegen SBV Excelsior.
Visser maakte zijn eerste doelpunten voor Helmond Sport op 7 november 2014 - een hattrick - in een 5-2 competitiezege op Telstar.

### FC Volendam
Visser tekende in juni 2016 een tweejarig contract bij FC Volendam. Op 5 augustus maakte hij zijn debuut voor de club in een competitiewedstrijd tegen Almere City. Op 9 december scoorde hij zijn eerste doelpunt in een 6-0 uitoverwinning op Achilles '29.
Gedurende zijn tijd bij de club groeide Visser uit tot teamcaptain en een vaste waarde centraal op het middenveld.
Visser liep een ernstige knieblessure op tijdens een teamtraining in juli 2020, waardoor hij meer dan een jaar aan de kant stond. Op 6 augustus 2021 maakte hij zijn officiële rentree, door in de 61e minuut van een 2-2 gelijkgespeelde wedstrijd tegen FC Eindhoven in te vallen voor Calvin Twigt.

### AFC
Op 2 mei 2022 stemde Visser ermee in om zich voor het seizoen 2022/23 aan te sluiten bij AFC, uitkomend op het derde niveau. Hij was basisspeler bij de Amsterdamse ploeg en kwam tot 29 wedstrijden waarin hij driemaal doel trof.